# Distrito de Surselva
El distrito de Surselva era uno de los once distritos del cantón de los Grisones, en Suiza.  Desde el 1 de enero de 2017 fue sustituido por la región de Surselva.

## Comunas por círculo
| Círculo de Disentis/da la Cadi | Círculo de Disentis/da la Cadi | Círculo de Disentis/da la Cadi | Círculo de Disentis/da la Cadi |
| Comuna                         | Población (31.12.2014)         | Superficie en km²              |                                |
| ------------------------------ | ------------------------------ | ------------------------------ | ------------------------------ |
| Breil/Brigels                  | 1278                           | 50,64                          |                                |
| Disentis/Mustér                | 2058                           | 90,98                          |                                |
| Medel (Lucmagn)                | 398                            | 136,22                         |                                |
| Sumvitg                        | 1240                           | 101,88                         |                                |
| Trun                           | 1359                           | 51,90                          |                                |
| Tujetsch                       | 1205                           | 133,91                         |                                |

| Círculo de Ilanz/da la Foppa | Círculo de Ilanz/da la Foppa | Círculo de Ilanz/da la Foppa | Círculo de Ilanz/da la Foppa |
| Comuna                       | Población (31.12.2014)       | Superficie en km²            |                              |
| ---------------------------- | ---------------------------- | ---------------------------- | ---------------------------- |
| Castrisch                    | Parámetro no válido          | 7,19                         |                              |
| Falera                       | 593                          | 22,36                        |                              |
| Ilanz                        | Parámetro no válido          | 4,67                         |                              |
| Laax                         | 1566                         | 31,71                        |                              |
| Ladir                        | Parámetro no válido          | 7,19                         |                              |
| Luven                        | Parámetro no válido          | 6,63                         |                              |
| Mundaun2                     | 301                          | 8,59                         |                              |
| Pitasch                      | Parámetro no válido          | 10,79                        |                              |
| Riein                        | Parámetro no válido          | 15,88                        |                              |
| Ruschein                     | Parámetro no válido          | 12,56                        |                              |
| Sagogn                       | 673                          | 6,92                         |                              |
| Schluein                     | 563                          | 4,79                         |                              |
| Schnaus                      | Parámetro no válido          | 2,97                         |                              |
| Sevgein                      | Parámetro no válido          | 4,55                         |                              |
| Valendas                     | Parámetro no válido          | 22,79                        |                              |
| Versam                       | Parámetro no válido          | 16,77                        |                              |

| Círculo de Lugnez/da la Lumnezia | Círculo de Lugnez/da la Lumnezia | Círculo de Lugnez/da la Lumnezia | Círculo de Lugnez/da la Lumnezia |
| Comuna                           | Población (31.12.2014)           | Superficie en km²                |                                  |
| -------------------------------- | -------------------------------- | -------------------------------- | -------------------------------- |
| Cumbel                           | Parámetro no válido              | 4,46                             |                                  |
| Degen                            | Parámetro no válido              | 6,72                             |                                  |
| Duvin                            | Parámetro no válido              | 17,93                            |                                  |
| Lumbrein                         | Parámetro no válido              | 37,86                            |                                  |
| Morissen                         | Parámetro no válido              | 5,67                             |                                  |
| Sankt Martin                     | 42                               | 22,83                            |                                  |
| Suraua¹                          | Parámetro no válido              | 24,20                            |                                  |
| Vals                             | 966                              | 152,73                           |                                  |
| Vella                            | Parámetro no válido              | 7,42                             |                                  |
| Vignogn                          | Parámetro no válido              | 7,90                             |                                  |
| Vrin                             | Parámetro no válido              | 71,25                            |                                  |

| Círculo de Ruis/da Rueun | Círculo de Ruis/da Rueun | Círculo de Ruis/da Rueun | Círculo de Ruis/da Rueun |
| Comuna                   | Población (31.12.2014)   | Superficie en km²        |                          |
| ------------------------ | ------------------------ | ------------------------ | ------------------------ |
| Andiast                  | 196                      | 13,63                    |                          |
| Obersaxen                | 838                      | 61,77                    |                          |
| Pigniu                   | Parámetro no válido      | 18,01                    |                          |
| Rueun                    | Parámetro no válido      | 11,58                    |                          |
| Siat                     | Parámetro no válido      | 13,53                    |                          |
| Waltensburg/Vuorz        | 343                      | 32,31                    |                          |

| Círculo de Safien/da Stussavgia | Círculo de Safien/da Stussavgia | Círculo de Safien/da Stussavgia | Círculo de Safien/da Stussavgia |
| Comuna                          | Población (31.12.2014)          | Superficie en km²               |                                 |
| ------------------------------- | ------------------------------- | ------------------------------- | ------------------------------- |
| Safien                          | Parámetro no válido             | 100,58                          |                                 |
| Tenna                           | Parámetro no válido             | 11,27                           |                                 |

### Modificaciones
- ¹1 de enero de 2002: Camuns, Surcasti, Tersnaus y Uors-Peiden → Suraua. Uors y Peiden habían sido fusionadas en 1963.
- 21 de enero de 2009: Flond y Surcuolm → Mundaun.
- 1 de enero de 2012: Schlans y Trun → Trun

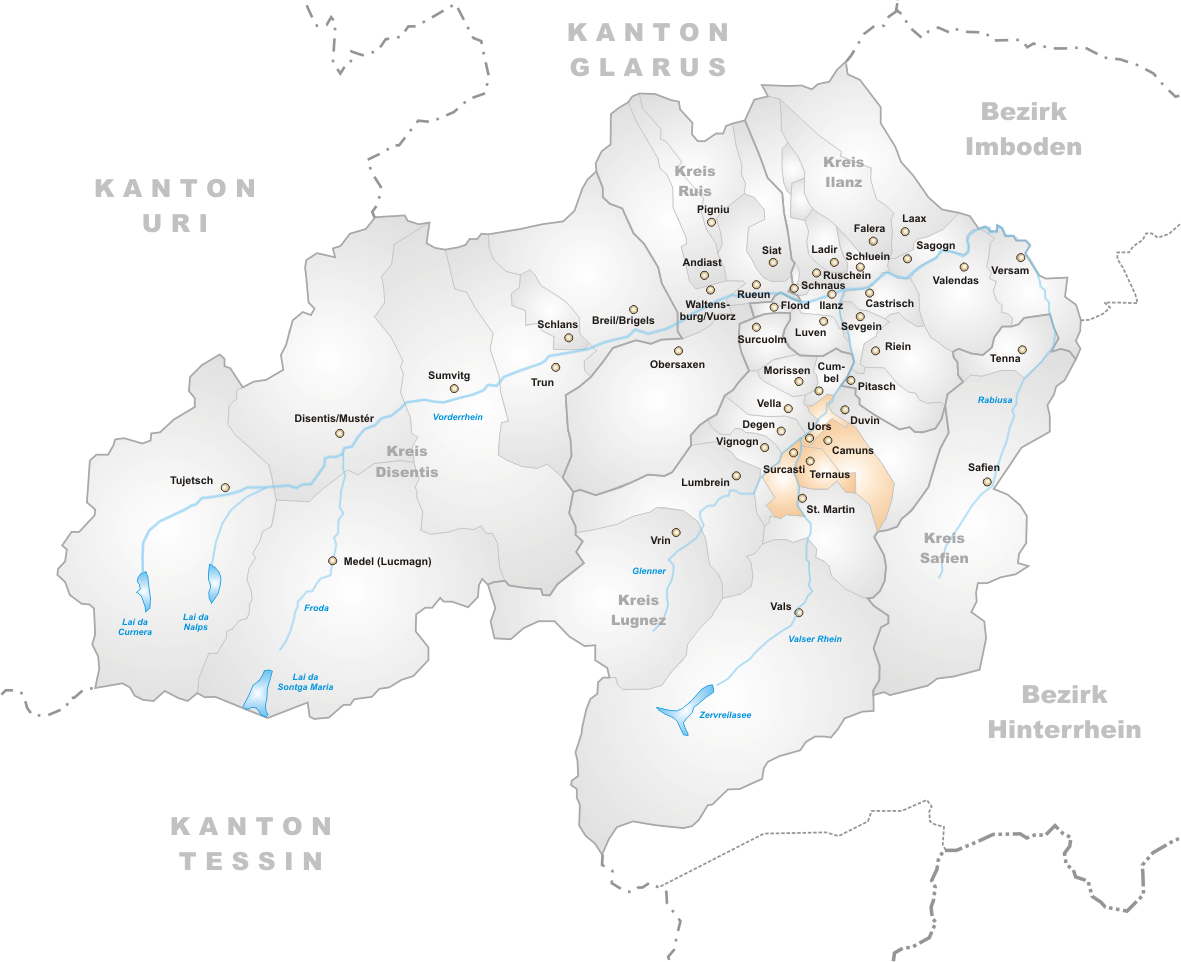
Comunas hasta 2001
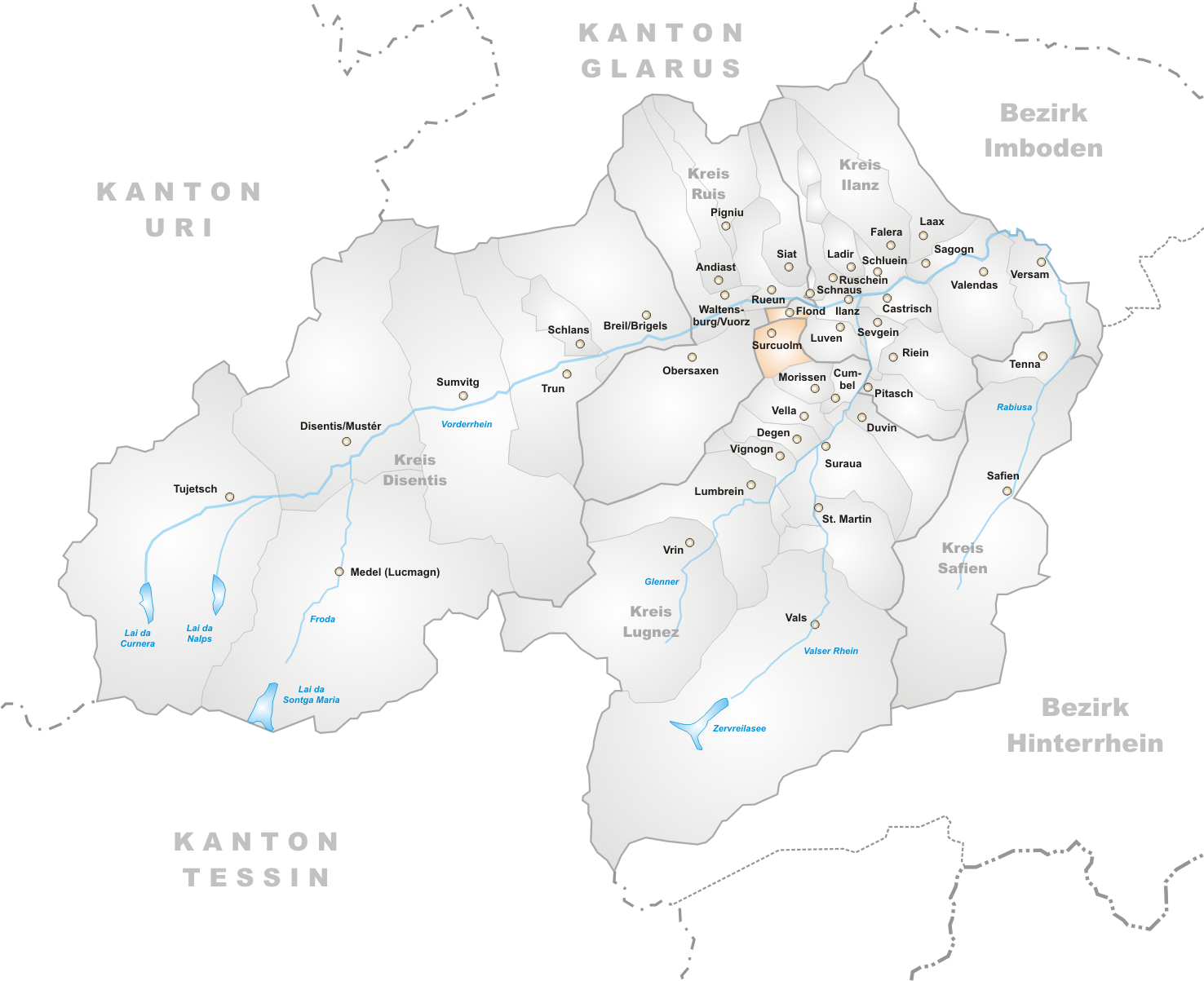
Comunas hasta 2008
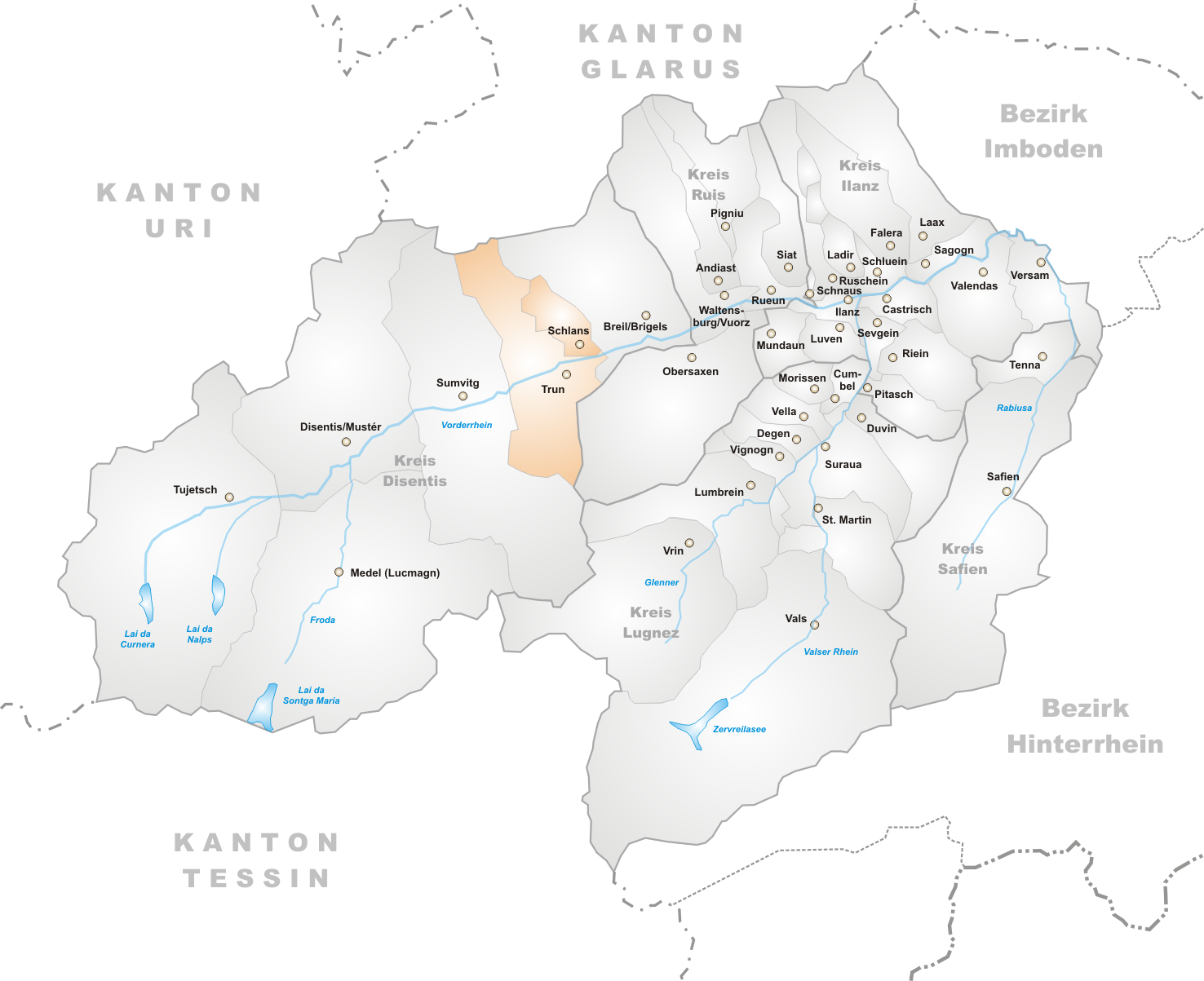
Comunas hasta 2011